# Hyposcada abida
Hyposcada abida är en fjärilsart som beskrevs av William Chapman Hewitson 1871. Hyposcada abida ingår i släktet Hyposcada och familjen praktfjärilar. Inga underarter finns listade i Catalogue of Life.